# Escuela Normal 11 de Buenos Aires
La Escuela Normal Superior N.º 11 "Dr. Ricardo Levene" (ENS11) es una institución pública de gestión estatal ubicada en el barrio de Parque Patricios, Ciudad Autónoma de Buenos Aires, Argentina. Brinda formación educativa en los niveles inicial, primario, secundario y terciario, con orientación docente, cuenta con 1.225 estudiantes. Su sede se encuentra en la calle Dean Funes 1821.

## Ubicación
El ENS 11 se ubica en la calle Dean Funes 1821, entre Salcedo y Avenida Brasil, en el barrio porteño de Parque Patricios. (Buenos Aires)

### Medios de Transporte
Subte
- Estación Inclán-Mezquita Al Ahmad y Estación Parque Patricios de la Línea H

## Historia
La institución fue fundada el 25 de julio de 1955 con el nombre de Liceo Nacional de Señoritas N.º 11, en el marco de la expansión educativa de nivel medio durante el primer peronismo. Posteriormente, mediante los expedientes N.º 85873/59 y N.º 70168/60, fue transformada en la actual Escuela Normal Nacional N.º 11 y adoptó el nombre en homenaje al historiador Ricardo Levene (1885–1959), figura destacada de la historiografía argentina y presidente de la Academia Nacional de la Historia.

## Niveles educativos
La ENS N.º 11 ofrece formación en los siguientes niveles:
Inicial y primario: con jornada simple.
Secundario: con orientación en Ciencias Sociales y Humanidades, Ciencias Naturales y Ciencia de la Educación.
Nivel superior: Profesorado de Educación Primaria, parte de la Red Virtual de Institutos Superiores de Formación Docente del INFoD.
La escuela posee talleres de idioma (inglés y portugués), teatro, coro, ajedrez, informática y proyectos pedagógicos vinculados a Educación Sexual Integral (ESI), trabajo comunitario y acompañamiento a estudiantes padres o madres.

## Perfil institucional
Desde sus inicios, la escuela formó parte del sistema de Escuelas Normales, cuyo rol ha sido central en la formación docente Argentina desde el siglo XIX. La institución ha sostenido una identidad pedagógica vinculada al compromiso social, la participación estudiantil y la inclusión educativa.

## El Proceso, primeros años del movimiento estudiantil, y su fundación

### Elsa Isabel Bornemann
Una de las egresadas más reconocidas del Normal 11 es Elsa Isabel Bornemann (1952–2013), escritora, poeta y docente especializada en literatura infantil y juvenil. Obtuvo el título de Maestra Normal Nacional en la institución antes de graduarse en Letras en la Universidad de Buenos Aires. Fue autora de obras emblemáticas como Un elefante ocupa mucho espacio y Socorro, y recibió numerosos premios nacionales e internacionales. Su producción fue traducida a múltiples idiomas y prohibida durante la última dictadura militar.

### Betina Tarnopolsky
Durante la última dictadura cívico-militar en Argentina (1976–1983), miles de jóvenes fueron víctimas del terrorismo de Estado. Entre ellos se encontraba Betina Edelberg Tarnopolsky, quien al momento de su secuestro, en julio de 1976, era estudiante de tercer año en la Escuela Normal Superior N.º 11 “Dr. Ricardo Levene” de la Ciudad de Buenos Aires. Tenía 15 años. Su secuestro se produjo en el domicilio de su abuela materna, en el barrio de Almagro, donde se había refugiado en un intento de resguardo ante el incremento de la represión.
Betina formaba parte de una familia comprometida políticamente y era militante de la Unión de Estudiantes Secundarios (UES), organización estudiantil vinculada a la Juventud Peronista. Fue detenida ilegalmente junto a sus padres, Blanca Edelberg y Hugo Tarnopolsky, su hermano Sergio y su cuñada Laura Del Duca. Todos ellos permanecen desaparecidos. Betina fue vista por última vez con vida en el centro clandestino de detención que funcionó en la Escuela de Mecánica de la Armada (ESMA), uno de los principales espacios de detención y tortura durante el régimen.
Décadas más tarde, en el año 2006, la comunidad educativa del Normal N.º 11 realizó un acto de homenaje en su memoria, instalando una placa conmemorativa en el establecimiento. La actividad incluyó talleres de reflexión con estudiantes, docentes y familiares, y se inscribió en un proceso institucional de recuperación activa de la memoria histórica de la escuela durante el terrorismo de Estado. A través de este reconocimiento, la institución expresó su compromiso con los principios de memoria, verdad y justicia, e integró la figura de Betina como parte de su legado educativo y ciudadano.
El caso de la familia Tarnopolsky adquirió particular trascendencia en la reconstrucción de la memoria histórica argentina. A partir de la desaparición de sus seres queridos, Daniel Tarnopolsky, hermano de Betina y único sobreviviente del grupo familiar, llevó adelante una prolongada lucha por justicia. Durante años impulsó investigaciones judiciales y en 2004 logró una sentencia civil contra el exalmirante Emilio Eduardo Massera, uno de los principales responsables del aparato represivo, quien fue condenado al pago de una indemnización por su responsabilidad en los secuestros y desapariciones. El fallo constituyó un antecedente clave en el reconocimiento de las desapariciones forzadas como hechos jurídicamente indemnizables bajo la figura del "ausente por desaparición forzada".
En 2007, Daniel publicó el libro Betina sin aparecer, donde reconstruyó la historia de su hermana y de su familia desde una perspectiva íntima y testimonial. La obra combina el relato de los hechos con una reflexión personal sobre el dolor, la búsqueda y la persistencia de la memoria. El texto se convirtió en un aporte significativo a la literatura de derechos humanos en Argentina y en una expresión singular de la dimensión afectiva y espiritual de la resistencia a la desaparición forzada de Betina Tarnopolsky.

### Adriana Irma Silva
Adriana Irma Silva, conocida como “Adrianita”, nació el 1.º de junio de 1954 en la Ciudad Autónoma de Buenos Aires. Durante su adolescencia, cursó sus estudios secundarios en la Escuela Normal Superior N.º 11 “Dr. Ricardo Levene”, y posteriormente ingresó a la facultad de Derecho de la Universidad de Buenos Aires. Al momento de su secuestro, era estudiante avanzada de Derecho y militante de la Juventud Universitaria Peronista (JUP).
El 18 de agosto de 1976, a los 22 años, fue detenida-desaparecida en el barrio de Monserrat; fue secuestrada en su lugar de trabajo, la empresa Scania ubicada en Tacuarí 137, cerca de las 9 de la mañana. Hasta la actualidad no se conocen detalles certeros sobre su destino, ni se ha podido determinar en qué centro clandestino fue alojada ni si sigue con vida. Su caso permanece sin resolución, con su paradero oficialmente desconocido.
En reconocimiento institucional y como parte de una política educativa de memoria, desde 2017 el legajo estudiantil de Adriana Irma Silva lleva un sello que la identifica como detenida desaparecida. Su fotografía forma parte del Mural de estudiantes de Derecho detenidos-desaparecidos que figura en el Aula 1 de Extensión Universitaria de la Facultad de Derecho de la UBA, donde se la reconoce junto a otros compañeros víctimas del terrorismo de Estado.

### Actualidad
El centro de estudiantes del Normal N.º 11 “Dr. Ricardo Levene” lleva el nombre de Yanina Maidana, una joven estudiante que se desempeñó como presidenta de ese espacio en 2010. Yanina desempeñó un papel destacado en el movimiento estudiantil porteño, liderando una de las tomas más significativas de ese año y participando activamente en la Coordinadora Unificada de Estudiantes Secundarios (CUES).
Este gesto también ha convertido a su figura en un emblema representativo de un momento histórico del estudiantado porteño, y es parte de las referencias que identifican al Normal 11 como un espacio de activación política juvenil.

## Centro de Estudiantes

### Conducción de la izquierda - Unión de Juventudes por el Socialismo (2010 - 2015)
En los primeros meses de septiembre de 2010, estudiantes de numerosas escuelas públicas de la Ciudad de Buenos Aires protagonizaron una ola de tomas estudiantiles en reclamo de mejoras estructurales y condiciones dignas en los establecimientos escolares. El conflicto fue impulsado por la denuncias de deterioro edilicio (falta de calefacción, filtraciones, baños inutilizables), ausencia de mantenimiento y deficiencias en la provisión de mobiliario y comedores escolares.
El Normal N.º 11 “Dr. Ricardo Levene”, ubicado en Parque Patricios, fue una de las instituciones que se sumó a la protesta. La toma estudiantil fue parte de un escenario más amplio en el que más de veinte colegios permanecieron ocupados durante varias semanas, coordinados por la Coordinadora Unificada de Estudiantes Secundarios (CUES). La medida no solo buscaba alertar sobre la emergencia edilicia, sino también exigir becas, viandas escolares y mayor inversión pública en educación.
Las autoridades porteñas, encabezadas por el entonces ministro de Educación Esteban Bullrich, ofrecieron planes de obra que fueron considerados insuficientes por los estudiantes. Tras varios días de toma, se acordó una tregua temporal: algunas escuelas levantaron la ocupación por una semana para evaluar las respuestas del gobierno, y se anunció que habría marchas y cortes de calle en caso de falta de avances concretos. El Normal 11 formó parte de este proceso, junto a otros colegios tales como el Mariano Acosta, Lenguas Vivas y Yrurtia.
Algunos de los establecimientos permanecieron ocupados hasta fines de septiembre, mientras que el ministerio extendió el calendario escolar hasta fines de diciembre para compensar los días perdidos. A pesar de que las obras comenzaron luego del conflicto, muchas instituciones, entre ellas el Normal 11, continuaron denunciando retrasos y falta de ejecución plena en los meses siguientes, lo que a su vez generó nuevas asambleas y protestas públicas durante el cierre del año escolar.
Durante 2011 la hegemonía de la izquierda seria brevemente interrumpida por una derrota electoral ante La Cámpora con Luca Pepe como candidato. El centro de estudiantes formó parte del conjunto de escuelas secundarias públicas de la Ciudad Autónoma de Buenos Aires que expresaron demandas vinculadas a las condiciones edilicias y de infraestructura. Las protestas se originaron a fines de 2010, en un contexto marcado por tomas de colegios, clases públicas y movilizaciones organizadas por centros de estudiantes, y continuaron parcialmente durante el año siguiente.
Entre los principales reclamos se encontraban la falta de mantenimiento de los edificios escolares, deficiencias en instalaciones eléctricas y sanitarias, deterioro general de aulas y mobiliario, y ausencia de calefacción adecuada. Los estudiantes denunciaron también demoras en los arreglos comprometidos por el Ministerio de Educación del Gobierno de la Ciudad y solicitaron instancias de diálogo con las autoridades.
El Normal 11 participó de asambleas intercolegiales junto con otras instituciones como el Mariano Acosta, el Lenguas Vivas, el Yrurtia y el Roca. Si bien hacia fines de septiembre de 2010 la mayoría de las tomas fueron levantadas, los reclamos se mantuvieron vigentes durante 2011, con nuevas manifestaciones, cortes de calle y la adhesión de sectores docentes que acompañaron con paros y pronunciamientos públicos.
Estas acciones se inscribieron en una etapa de creciente politización del movimiento estudiantil secundario porteño, que incorporó demandas estructurales sobre el estado de la educación pública en la ciudad y sostuvo una agenda centrada en el derecho a condiciones dignas para enseñar y aprender.
En septiembre de 2013, el centro de estudiantes del Normal N.º 11 “Dr. Ricardo Levene” participaron de una serie de tomas de escuelas secundarias en la Ciudad Autónoma de Buenos Aires. Las medidas se llevaron adelante en el marco del rechazo a la implementación del nuevo diseño curricular propuesto por el Ministerio de Educación local, en el marco de la Nueva Escuela Secundaria (NES). La protesta fue impulsada por diversos centros de estudiantes ante la falta de instancias de consulta vinculadas a los cambios en los planes de estudio.
La reforma proyectada implicaba modificaciones en las orientaciones y en la estructura de materias, incluyendo recortes horarios y la supresión de contenidos específicos, lo que generó preocupación entre docentes y estudiantes respecto a la calidad de la formación. El Normal 11 fue una de las instituciones que adhirió a las medidas, junto con otras escuelas de gestión estatal como el Mariano Acosta, Lenguas Vivas, Escuela de Bellas Artes Rogelio Yrurtia, y el Colegio Nacional de Buenos Aires, entre otras.
Los reclamos incluyeron el pedido de una postergación de la implementación de los nuevos planes hasta que se garantizara un proceso participativo y transparente. Las tomas se desarrollaron durante varios días y afectaron el normal funcionamiento de las clases, al tiempo que las autoridades del gobierno porteño advirtieron sobre posibles sanciones disciplinarias para los estudiantes involucrados. No obstante, desde los centros de estudiantes se destacó que la medida fue votada en asambleas abiertas y se mantuvo bajo condiciones de cuidado institucional.
En 2015, estudiantes del Normal N.º 11 “Dr. Ricardo Levene” participaron activamente en distintas movilizaciones relacionadas con la defensa de los derechos humanos y la búsqueda de justicia en casos de violencia institucional y desapariciones. La comunidad educativa se sumó a la campaña de búsqueda de Maira Benítez, una joven estudiante secundaria desaparecida en la provincia de Chaco, manifestando solidaridad con su familia y reclamando el esclarecimiento del caso. Estudiantes del colegio, junto con representantes de otras escuelas porteñas, asistieron a marchas en la Ciudad de Buenos Aires convocadas por organizaciones de derechos humanos y familiares de víctimas.
Ese mismo año, también hubo participación en actividades por el esclarecimiento del asesinato del joven militante rosarino Cristian Aquino, en el marco de una jornada nacional de protesta que incluyó movilizaciones simultáneas en Rosario y Buenos Aires. Estas acciones reflejaron el compromiso de sectores del estudiantado del Normal 11 con causas vinculadas a la justicia social, la memoria y los derechos de los jóvenes, en articulación con redes educativas y organizaciones sociales.

### Conducción Kirchnerista - La Cámpora (2016 - 2019)
Tras ganarle las elecciones por un 63,54% a la izquierda La Cámpora se hace de la presidencia del normal 11 teniendo de presidenta a Camila López.
En septiembre de 2016, el Normal N.º 11 “Dr. Ricardo Levene” fue una de las escuelas públicas de la Ciudad de Buenos Aires que participaron de la ola de tomas estudiantiles organizadas en rechazo a la implementación de la reforma conocida como “Nueva Escuela Secundaria” (NESC). El proyecto impulsado por el Ministerio de Educación porteño proponía unificar las orientaciones de los bachilleratos, modificar los contenidos curriculares y establecer prácticas laborales obligatorias no remuneradas en empresas, sin haber sido debatido previamente con la comunidad educativa. Las tomas fueron el resultado de una decisión colectiva tomada en asamblea por los estudiantes, que denunciaban también el deterioro edilicio, la falta de calefacción, los problemas en la infraestructura sanitaria, y la ausencia de participación democrática en las reformas educativas. En ese marco, el Normal 11 se sumó a decenas de colegios —entre ellos el Mariano Acosta, Lenguas Vivas, Yrurtia, entre otros— que permanecieron ocupados durante varias semanas, articulando sus acciones a través de la Coordinadora de Estudiantes de Base (CEB). Las medidas de fuerza incluyeron asambleas abiertas, clases públicas y movilizaciones callejeras, y lograron instalar en la agenda pública la discusión sobre el modelo educativo que se estaba implementando sin consulta. A fines de ese mes, ante compromisos de diálogo asumidos por las autoridades, varias tomas comenzaron a levantarse progresivamente.
En 2017, durante el proceso de implementación de la reforma educativa conocida como "Secundaria del Futuro" en la Ciudad de Buenos Aires, el equipo directivo del Normal N.º 11 “Dr. Ricardo Levene”, encabezado por el vicedirector Norberto Volpe, expresó su respaldo a los reclamos del movimiento estudiantil. La reforma proponía modificaciones en la estructura curricular y las modalidades de evaluación del nivel secundario, lo que generó críticas debido a la percepción de falta de participación de la comunidad educativa en su diseño y aplicación.
Ante esta situación, Norberto Volpe y otros directivos del Normal 11 se manifestaron en contra de la implementación de la reforma en los términos planteados, adhiriendo a las demandas estudiantiles que solicitaban la suspensión o postergación del proceso y la apertura de espacios de diálogo inclusivos. El apoyo institucional de la escuela se materializó mediante declaraciones públicas y la firma de documentos conjuntos con otras instituciones educativas, en los que se reclamaba mayor participación democrática y una reconsideración de las condiciones pedagógicas y laborales.
Este respaldo contribuyó a visibilizar la legitimidad del movimiento estudiantil y reflejó un posicionamiento crítico desde la dirección del Normal 11 frente a las políticas educativas impulsadas por el gobierno porteño.
En 2018, estudiantes secundarios de la Ciudad de Buenos Aires protagonizaron una nueva etapa de movilización en rechazo a la implementación de la reforma educativa conocida como “Secundaria del Futuro”, impulsada por el Ministerio de Educación porteño. El proyecto proponía la reducción de orientaciones curriculares, la incorporación de prácticas laborales obligatorias no remuneradas en empresas y cambios sustanciales en el enfoque pedagógico sin mecanismos efectivos de consulta a las comunidades escolares. Las críticas se centraron en el vaciamiento de contenidos, la desarticulación de materias humanísticas y artísticas, y el impacto negativo sobre las condiciones laborales docentes y la participación estudiantil.
El Normal N.º 11 “Dr. Ricardo Levene”, ubicado en el barrio porteño de Parque Patricios, fue una de las escuelas que participó activamente en las protestas, articulando su posicionamiento a través de la Coordinadora de Estudiantes de Base (CEB). Durante ese año, estudiantes del colegio se sumaron a tomas, clases públicas y movilizaciones junto a otros establecimientos de nivel medio como el Mariano Acosta, Lenguas Vivas y el Yrurtia, entre muchos otros. La comunidad educativa del Normal 11, al igual que más de 170 equipos de conducción de escuelas porteñas, reclamó la prórroga de la implementación de la reforma y exigió espacios de debate institucional real que incluyeran la voz de estudiantes, docentes y familias.
Además, el colegio participó de encuentros organizados por la CEB, como el realizado en el Bachillerato Mariano Moreno, en el que más de 150 delegados y delegadas discutieron sobre participación política juvenil, violencia institucional, derechos sexuales y reproductivos, y organización estudiantil. Estas instancias reflejaron un creciente protagonismo político de les secundarios en la defensa de sus derechos, consolidando al Normal 11 como un actor activo en los procesos de organización colectiva del nivel medio.
En octubre de 2019, estudiantes del Normal N.º 11 “Dr. Ricardo Levene”, ubicado en el barrio de Parque Patricios, participaron del Encuentro Nacional de Mujeres, llevado a cabo en la ciudad de La Plata. La delegación formó parte del contingente organizado por la Coordinadora de Estudiantes de Base (CEB), conformado por alrededor de 600 estudiantes secundarias de escuelas públicas de la Ciudad Autónoma de Buenos Aires.
La participación se enmarcó dentro del fortalecimiento del movimiento feminista secundario, que en esos años alcanzó una visibilidad inédita a nivel nacional. Las adolescentes, de entre 13 y 17 años, viajaron desde Buenos Aires en una organización autogestiva que contempló alojamiento colectivo, distribución de tareas, protocolos de seguridad y una planificación intensa de actividades pedagógicas y militantes.
En el mismo año, el movimiento estudiantil secundario de la Ciudad de Buenos Aires tuvo una activa presencia en debates públicos y campañas nacionales vinculadas a derechos juveniles, condiciones escolares y políticas punitivas. En ese marco, el Normal N.º 11 “Dr. Ricardo Levene” participó a través de su centro de estudiantes en acciones coordinadas por la Coordinadora de Estudiantes de Base (CEB), espacio que nuclea a centros de estudiantes de escuelas medias públicas de la ciudad.
A lo largo del año, estudiantes del Normal 11 fueron parte de jornadas de organización colectiva junto a otras escuelas públicas, en las que se debatieron problemáticas vinculadas a la infraestructura escolar, la alimentación en comedores, el financiamiento educativo y la perspectiva de género en las aulas. En ese mismo contexto, el centro de estudiantes formó parte de espacios de articulación que impulsaron una posición colectiva contra la baja de la edad de punibilidad, en respuesta a proyectos impulsados por el Poder Ejecutivo Nacional en ese momento.
Una de las acciones más destacadas fue la adhesión al pronunciamiento “Hay que bajar la desigualdad, no la edad de punibilidad”, promovido por organizaciones como el Foro por la Niñez y Red Eco Alternativo. En ese documento, distintos centros de estudiantes —entre ellos los que integraban la CEB— se posicionaron a favor de políticas sociales inclusivas y en defensa de los derechos de adolescentes, rechazando el endurecimiento del sistema penal juvenil.
La participación del Normal N.º 11 en estas campañas se dio dentro de un marco más amplio de fortalecimiento de la organización estudiantil y de defensa de la educación pública, en el que estudiantes exigieron también condiciones dignas de cursada, voz en la toma de decisiones institucionales, y el respeto pleno a la ley de centros de estudiantes.

### Conducción del Reformismo K - La Efervescente (2022 - Presente)
En 2022 el centro de estudiantes volvió a tener elecciones después de la interrupción debido a la cuarentena, en las elecciones gano la Lista 26 con un 65,60% con la formula presidente Dafne Agra (Independiente), vicepresidente Juan Pablo Asis (Radical K) el mismo asumiría como presidente interino en el mismo año, de este modo el reformismo K de La Efervescente se consagraría con la conducción del centro de estudiantes. El Gobierno de la Ciudad de Buenos Aires promovió una reforma del Estatuto Docente, criticada ampliamente por sectores del sistema educativo, quienes la consideraban una amenaza a la estabilidad laboral, a la titularización y a las condiciones de trabajo de los docentes. Las críticas y medidas de lucha se centraron en que la reforma ajustaba criterios de ascenso por antigüedad y fortalecía mecanismos de precarización en la carrera docente.
El Normal N.º 11 fue uno de los establecimientos secundarios donde estudiantes y docentes se convocaron desde dentro para oponer resistencia a la reforma. En una asamblea autoconvocada, emitieron un pronunciamiento para realizar un semaforazo el 4 de mayo de 2022 en la esquina de Caseros y La Rioja, donde denunciaron la precarización docente y manifestaron su rechazo al proyecto en curso.
En marzo de 2023, la Ciudad de Buenos Aires fue azotada por una ola de calor extremo, con temperaturas que superaron los 40 °C de sensación térmica, lo que generó condiciones de calor clasificadas como "peligrosas" para el dictado de clases.
Diversos centros de estudiantes secundarios de CABA convocaron a un "faltazo masivo" entre el 13 y 14 de marzo como forma de denuncia frente a la falta de ventilación, aire acondicionado y agua potable en los edificios escolares. Las clases se dictaron en pasillos y espacios no habilitados, provocando múltiples casos de descompensación entre alumnos y docentes. En varios establecimientos incluso aparecieron alacranes, según testimonios de estudiantes. El reclamo también incluyó denuncias de cortes de luz, infraestructura deficiente y escasa respuesta oficial a las necesidades básicas para poder estudiar de manera segura.
En julio de 2023, a una década de la sanción de la ley nacional que regula los centros de estudiantes en escuelas secundarias y de formación técnica, surgieron críticas sobre su implementación en Ciudad de Buenos Aires. Según informó ExTelam, la normativa era aplicada en diversos distritos provinciales, pero denunciada en CABA por su falta de cumplimiento real: el Ministerio de Educación porteño era cuestionado por intentar despolitizar a les estudiantes y obstaculizar su participación efectiva en las decisiones institucionales
El 16 de noviembre de 2024, miles de estudiantes secundarios de la Ciudad de Buenos Aires se movilizaron desde el Congreso Nacional hasta la Legislatura porteña bajo la consigna “Basta de reformas inconsultas y persecución política a los centros de estudiantes”. La convocatoria fue organizada por la Coordinadora de Estudiantes de Base (CEB) y contó con la participación de colegios que afrontaban cambios curriculares impuestos sin consenso y prácticas de hostigamiento político por parte del gobierno local. 
En ese marco, el Normal N.º 11 “Dr. Ricardo Levene” estuvo representado a través de su centro de estudiantes. El presidente del centro, Juan Pablo Asis, representó la voz estudiantil del colegio durante la manifestación. Asis señaló la precariedad edilicia del edificio escolar y denunció la falta de políticas inclusivas: mencionó la ausencia de ascensores y rampas, lo que imposibilitaba el acceso a estudiantes y docentes con movilidad reducida. También se refirió a aulas de secundaria ubicadas en niveles inaccesibles para quienes cursan turno tarde, lo que generaba barreras para compañeros con discapacidad física o embarazadas.
La intervención del Normal 11, en boca de su centro de estudiantes, se enmarcó dentro de una articulación colectiva con otras escuelas que enfrentaban medidas similares de reforma educativa y represión institucional. El discurso denunció el hostigamiento hacia estudiantes, centros de estudiantes y familias, que incluyó desde amonestaciones contravencionales hasta amedrentamiento judicial o policial
En junio de 2025, tras la condena judicial a la expresidenta Cristina Fernández de Kirchner, el centro de estudiantes del Normal N.º 11 “Dr. Ricardo Levene” impulsó una asamblea permanente de tres días de suspensión de clases como forma de protesta y reflexión política. La medida, que no contó con el respaldo de las autoridades institucionales, generó controversia dentro del estudiantado, particularmente entre sectores no kirchneristas, que cuestionaron tanto la conducción del centro como el protagonismo de Juan Pablo Asis, presidente del centro de estudiantes. La situación evidenció tensiones internas en torno al uso político del espacio escolar y al rol de la representación estudiantil.

### Lista de presidentes del Centro de Estudiantes desde 2010
| Año                                                                 | Presidente o Presidenta             | Agrupación                   | Afiliacion Partidaria (directa o Indirecta |
| ------------------------------------------------------------------- | ----------------------------------- | ---------------------------- | ------------------------------------------ |
| 2010                                                                | Yanina Maidana                      | Lista 5                      | Partido Obrero                             |
| 2011                                                                | Luca Pepe                           | Lista 1                      | La Campora                                 |
| 2012                                                                | Emanuel Pacheco                     | Yanina Maidana               | Partido Obrero                             |
| 2013                                                                | Paloma Vazquez                      | Yanina Maidana               | Partido Obrero                             |
| 2014                                                                | *Micaela Barsi                      | Yanina Maidana               | Partido Obrero                             |
| 2015                                                                | Micaela Barsi                       | Yanina Maidana               | Partido Obrero                             |
| 2016                                                                | Camila López                        | Lista 1                      | La Campora                                 |
| 2017                                                                | Camila López                        | Lista 1                      | La Campora                                 |
| 2018                                                                | Carolina Basin                      | Lista 1                      | La Campora                                 |
| 2019                                                                | Carolina Basin                      | Lista 1                      | La Campora                                 |
| 2020                                                                | Ausencia de elecciones por pandemia |                              |                                            |
| 2021                                                                | Ausencia de elecciones por pandemia |                              |                                            |
| 2022                                                                | Dafne Agra                          | Lista 26                     | Independiente                              |
| 2022                                                                | *Juan Pablo Asis                    | Lista 26 - La Inquebrantable | La Efervescente                            |
| 2023                                                                | Juan Pablo Asis                     | La Inquebrantable            | La Efervescente                            |
| 2024                                                                | Juan Pablo Asis                     | La Inquebrantable            | La Efervescente                            |
| 2025                                                                | Juan Pablo Asis                     | La Inquebrantable            | La Efervescente                            |
| NOTA: (*)Indica renuncia del Presidente asunción de la presidencia. |                                     |                              |                                            |

| Agrupación Reformista | Agrupación Peronista | Agrupación de Izquierda | Agrupación Independiente |
| --------------------- | -------------------- | ----------------------- | ------------------------ |

## 70º Aniversario
En mayo de 2025, la Legislatura de la Ciudad de Buenos Aires impulsó un proyecto para reconocer los 70 años de la institución, mediante la colocación de una placa conmemorativa. La comunidad educativa celebró el acontecimiento destacando la trayectoria pedagógica y el arraigo barrial de la escuela.